# Jackalas No 2
Jackalas No 2 est une ville du Botswana.